# Morphing

Effetto morphing tra due visi di bambino

Il morphing è uno dei primi effetti digitali sviluppati dall'industria cinematografica e consiste nella trasformazione fluida, graduale e senza soluzione di continuità tra due immagini di forma diversa, che possono essere oggetti, persone, volti, paesaggi.

## Prima del morphing
Prima dell'avvento del morphing nel mondo del cinema il modo più efficace per mostrare la trasformazione di un'immagine in un'altra era quello di usare la dissolvenza incrociata: questa tecnica permetteva di ottenere una sovrapposizione graduale dell'immagine di arrivo sull'immagine di partenza, fino alla sua totale sostituzione. Questa tecnica aveva una limitazione tanto più evidente quanto più le due immagini avevano contorni differenti, poiché la dissolvenza incrociata non permetteva di ottenere un'effettiva deformazione tra l'una e l'altra. Oltretutto, nel caso di una trasformazione tra due persone, queste dovevano assumere una posizione più simile possibile e poi restare più immobili che potevano per tutta la durata delle riprese. Creare una trasformazione durante un'azione in movimento non era certo impossibile dal punto di vista tecnico, ma diventava poi quasi impossibile ottenere una sovrapposizione perfetta tra le due riprese effettuate.
Si può vedere un esempio di trasformazione ottenuta con questa tecnica in La febbre dell'oro, film di Charlie Chaplin del 1925: in una baracca dispersa su una montagna innevata, a causa della fame Big Jim, uno dei personaggi, vede il compagno d'avventura trasformarsi in un pollo.
Un modo per attenuare questo limite era quello di effettuare non la sola dissolvenza incrociata tra l'oggetto di partenza e l'oggetto di arrivo, ma una serie di dissolvenze incrociate tra oggetti appositamente costruiti rappresentanti le varie fasi della trasformazione in successione.
L'unico modo per poter ottenere una vera e propria deformazione è quello di ricorrere ad un'elaborazione delle due immagini, cioè all'uso del computer.

## L'avvento della computer grafica
Il concetto di computer grafica, cioè la possibilità di generare immagini e animazioni tramite l'uso esclusivo del computer, è nato nella seconda metà degli anni sessanta per scopi industriali e militari.
Solo a partire dagli anni novanta l'industria cinematografica l'ha usata in maniera sempre più massiccia, dal momento che prima di allora le tecnologie informatiche non erano ancora sufficientemente evolute da permettere produzioni di qualità in tempi ragionevoli e a costi sostenibili. Infatti la riproduzione digitale con qualità adeguata di un fotogramma cinematografico necessita di una definizione di almeno 12 milioni di pixel: anche nel caso di una sequenza di pochi secondi diventa necessario memorizzare ed elaborare una mole di byte che per l'epoca era immensa. Al contrario, a partire dagli anni novanta si è assistito ad una proliferazione sempre maggiore di produzioni cinematografiche e televisive in cui si fa uso di morphing e altri effetti digitali e la disponibilità di software per il morphing si è estesa anche al mondo del personal computer.
Il primo esperimento cinematografico risale al 1988 col film Willow di Ron Howard, prodotto dalla Lucasfilm: in una scena una strega trasforma un animale in un altro. Questo esperimento arriva 11 anni dopo Guerre stellari di George Lucas (1977), il primo film in assoluto in cui gli effetti speciali in post-produzione sono stati generati al computer. Il secondo impiego di questa tecnologia è del 1989 in Indiana Jones e l'ultima crociata di Steven Spielberg: per mostrare il rapido invecchiamento di Walter Donovan, interpretato da Julian Glover, che beve dal calice sbagliato, errore che lo conduce alla morte in pochi secondi. Un significativo passo avanti è stato fatto con The Abyss, film di James Cameron del 1989, in cui una creatura a forma di tentacolo interamente fatta di acqua assume le sembianze di alcuni attori, mentre questi la guardano, mentre il primo utilizzo televisivo avviene a metà del 1990 per la produzione di un cortometraggio pubblicitario.
Il più grande contributo tecnologico che fa raggiungere al morphing anche la popolarità tra il pubblico viene da Terminator 2, anche questo di James Cameron, e dal video musicale di Michael Jackson Black or White, in cui Jackson si trasforma in una pantera nera, entrambi prodotti nel 1991.

## Come funzionano il warping e il morphing
Il morphing non è altro che l'uso in contemporanea di una dissolvenza incrociata e di un effetto di deformazione chiamato warping (termine inglese che significa appunto deformazione).
Per operare il warping si definiscono sull'immagine di partenza dei "punti chiave" che possono essere uniti tra di loro con delle linee come mostrato qui a lato e si definiscono sull'immagine di destinazione i corrispondenti punti e di conseguenza le corrispondenti linee. Durante la dissolvenza dall'immagine iniziale a quella finale, le immagini vengono deformate facendo in modo che ciascun punto chiave si muova lungo il percorso che porta dalla sua posizione nell'immagine di partenza alla posizione del corrispondente punto nell'immagine di arrivo, come se fosse una tovaglia, e nel caso di un viso si otterrà una caricatura.
Il morphing è stato studiato per permettere di ottenere una dissolvenza incrociata tra due distinte sequenze in cui due immagini non vengono deformate in modo casuale, ma in modo da assomigliare il più possibile l'una all'altra: la sequenza di partenza è il warping della prima immagine, la sequenza di arrivo è l'inverso del warping della seconda immagine perché questa immagine deve tornare alla forma originaria.
 Grazie a questo effetto è possibile fare in modo che i contorni delle due immagini siano sempre perfettamente sovrapposti, per cui si può arrivare ad ottenere una trasformazione davvero fluida e convincente. In un programma di morphing tutti i punti chiave definiti sugli elementi dell'immagine di partenza appaiono automaticamente anche sull'immagine di arrivo, su cui vanno manualmente ricollocati sui corrispondenti elementi.
A questo punto, come si può intuire, la qualità della trasformazione dipende quasi solo da due fattori:
- la posizione dei punti chiave,
- la quantità di punti chiave usati.

Esistono due tipi di morphing: quello bidimensionale e quello tridimensionale. Quest'ultimo richiede l'utilizzo di un oggetto tridimensionale (CAD oppure scansione 3D di un oggetto reale).

## Software in commercio
Il primo programma di morphing per personal computer è stato Morph Plus della ASDG nel 1992 poi diventata Elastic Reality (acquisita da Avid Technology nel 1995) e girava su Amiga. Subito dopo "Gryphon Morph", della Gryphon Software Corporation, prodotto nel 1992 per computer Macintosh della Apple, di cui lo sviluppo è giunto fino alla versione 2.5 del 30 novembre 1994 prima di venir interrotto.
Nel frattempo si sono aggiunte molte altre case di produzione che hanno sviluppato versioni di morphing disponibili anche per piattaforme Windows. Al di là delle funzioni specifiche di ogni software si può fare la distinzione tra due tipi di programmi: quelli che possono creare trasformazioni solo a partire da immagini fisse (fotografie o disegni) e quelli che possono crearle anche a partire da sequenze video. Attualmente quelli considerati più potenti e ricchi di funzioni sono:
- FantaMorph, della Abrosoft
- MorphBuster, della SoftBuster
- Morpheus, della Morpheus Software
- MorphMan, della Stoik Imaging
- JavaMorph, software libero disponibile su Google Code